# Theo Brouns
Theo Brouns (ur. 20 listopada 1911 r. w Kessenich, zm. 28 marca 1946 r. w Hasselt) – flamandzki prawnik i działacz nacjonalistyczny, gubernator, a następnie przywódca dystryktu Limburgia podczas II wojny światowej
Miał wykształcenie prawnicze. Pracował jako prawnik w Hasselt. Jednocześnie działał w nacjonalistycznym Flamandzkim Związku Narodowym (VNV). Po zajęciu Belgii przez wojska niemieckie w maju 1940 r., wszedł w skład kolaboracyjnego organu administracyjnego Gerarda Romsée. Następnie objął funkcję gubernatora Limburgii, przemianowaną w kwietniu 1941 r. na przywódcę dystryktu Limburgia. Koordynował działania lokalnych bojówek VNV zwalczających partyzantów. Po zabójstwie przez bojowników ruchu oporu limburskiego działacza VNV Anthony'ego Ariëna w lipcu 1944 r., nakazał odpowiedzieć terrorem. We wrześniu tego roku, kiedy do Belgii wkroczyły wojska alianckie, pozostał w Limburgii. Wkrótce został aresztowany, a po procesie skazany na karę śmierci przez rozstrzelanie, wykonaną 28 marca 1946 r.